# White Flint (Metro de Washington)
White Flint es una estación en la línea Roja del Metro de Washington, administrada por la Autoridad de Tránsito del Área Metropolitana de Washington. La estación se encuentra localizada en 5500 Marinelli Road en Rockville, Maryland. La estación White Flint fue inaugurada el 15 de diciembre de 1984. 

## Descripción
La estación White Flint cuenta con 1 plataforma central. La estación también cuenta con 982 de espacios de aparcamiento y 32 espacios para bicicletas con 20 casilleros.

## Conexiones
La estación cuenta con las siguientes conexiones de autobuses: 
- Rutas del MetroBus